# Loqueffret

Loqueffret este o comună în departamentul Finistère, Franța. În 1 ianuarie 2022 avea o populație de 338 de locuitori.